# Rugosofusulinidae
Rugosofusulinidae es una familia de foraminíferos bentónicos cuyos taxones se han incluido tradicionalmente en la familia Schwagerinidae, de la superfamilia Fusulinoidea y del orden Fusulinida. Su rango cronoestratigráfico abarcaba desde el Gzheliense (Carbonífero superior) hasta el Kunguriense (Pérmico inferior).

## Discusión
Clasificaciones más recientes incluyen Rugosofusulinidae en la superfamilia Schwagerinoidea, y en la subclase Fusulinana de la clase Fusulinata.

## Clasificación
Rugosofusulinidae incluye a las siguientes subfamilia y géneros:
- Subfamilia Rugosofusulininae, también considerado en la Familia Schwagerinidae.
  - Benshiella †
  - Darvasella †
  - Kahlerella †
  - Laxifusulina †
  - Rugosofusulina †
  - Schagonella †